# Agrostis meridensis
Agrostis meridensis é uma espécie de gramínea do gênero Agrostis, pertencente à família Poaceae.